# El Tejolote
El Tejolote är en ort i Mexiko.   Den ligger i kommunen Tecoanapa och delstaten Guerrero, i den södra delen av landet, 280 km söder om huvudstaden Mexico City. El Tejolote ligger 231 meter över havet och antalet invånare är 114.
Terrängen runt El Tejolote är kuperad västerut, men österut är den platt. Runt El Tejolote är det ganska glesbefolkat, med 42 invånare per kvadratkilometer. Närmaste större samhälle är Ayutla de los Libres, 13,3 km nordost om El Tejolote. Omgivningarna runt El Tejolote är en mosaik av jordbruksmark och naturlig växtlighet.